# Macrolopha brunneonotata
Macrolopha brunneonotata es una especie de coleóptero de la familia Megalopodidae.

## Distribución geográfica
Habita en Camerún.